# وندسور (كولورادو)
وندسور (بالإنجليزية: Windsor, Colorado)‏ هي بلدة تقع في مقاطعة لاريمير، كولورادو بولاية كولورادو في الولايات المتحدة. تأسست عام 1882، تبلغ مساحتها 38.7 (كم²)، وترتفع عن سطح البحر 1462 م، بلغ عدد سكانها 18644 نسمة في عام 2010 حسب إحصاء مكتب تعداد الولايات المتحدة وتصل الكثافة السكانية فيها 491.9 نسمة/كم2.

## أعلام
- كاري آن لوكاس
- صوفيا سميث
- كندريك فريزر

## وصلات خارجية
- Town of Windsor
- The US50 - Cities and Towns in Colorado State
- Colorado Cities and Towns, Facts, Map, Flag, Colleges, Government, and More